# 1949 în științifico-fantastic
- 1948 în științifico-fantastic — 1949 în științifico-fantastic — 1950 în științifico-fantastic

1949 în științifico-fantastic a implicat o serie de evenimente:
- 3 - 5 septembrie, a 7-a ediție Worldcon, Cincinnati , președinte: Don Ford, Invitați de onoare: Lloyd A. Eshbach (pro.) și Ted Carnell (fan)
- apare revista The Magazine of Fantasy & Science Fiction editată de către Mystery House și apoi de către Fantasy House

## Nașteri și decese

### Nașteri
- Peter Ackroyd
- Jeffrey A. Carver
- Vittorio Curtoni (d. 2011)
- Reinhard Köhrer
- Rolf Krohn
- Marockh Lautenschlag
- Edward M. Lerner
- R. A. MacAvoy
- Lois McMaster Bujold
- Mike McQuay (d. 1995)
- Gianni Montanari
- Haruki Murakami
- Horst Pukallus
- Robert Fleming Rankin
- Peter Terrid (d. 1998)
- Harry Turtledove
- Werner Zillig

### Decese
- Demeter Georgiewitz-Weitzer (Pseudonim: G. W. Surya; n. 1873)
- Karl Ludwig Kossak (n. 1891)
- Theodor Heinrich Mayer (n. 1884)
- Elin Pelin (Елин Пелин, n. 1877)
- Miroslav Kapii (Мирослав Капій, n. 1888)

## Cărți

### Romane
- Ce univers nebun de Fredric Brown
- O mie nouă sute optzeci și patru de George Orwell
- Time Trap de Rog Phillips

### Povestiri
- „Criză - 1999” de Fredric Brown
- „Toți Bemii cei buni” de Fredric Brown
- „Vino și devino nebun” de Fredric Brown

## Filme
| Titlu                  | Regizor                            | Distribuție                                   | Țara                                                  | Sub-Gen /Note  |
| ---------------------- | ---------------------------------- | --------------------------------------------- | ----------------------------------------------------- | -------------- |
| Bruce Gentry           | Spencer Gordon Bennet, Thomas Carr | Tom Neal                                      | Statele Unite ale Americii                            | Serie de filme |
| King of the Rocket Men | Fred C. Brannon                    | Tristram Coffin, Mae Clarke                   | Statele Unite ale Americii                            |                |
| Mighty Joe Young       | Ernest B. Schoedsack               | Terry Moore, Ben Johnson, Robert Armstrong    | Statele Unite ale Americii                            |                |
| The Perfect Woman      | Bernard Knowles                    | Patricia Roc, Stanley Holloway, Nigel Patrick | Regatul Unit al Marii Britanii și al Irlandei de Nord | [ 2 ]          |
|                        |                                    |                                               |                                                       |                |